# Rashid Mehmood
Rashid Mehmood (15 augustus 1987) is een Pakistaans hockeyer van Schaerweijde uit Zeist. Zijn positie is linkerverdediger.
Mehmood speelde sinds 2012 bij Oranje Zwart. Hij werd met Oranje Zwart in 2014, 2015 en 2016 landskampioen. Tevens won hij in 2015 de Euro Hockey League. Mehmood speelt sinds 2019 bij Schaerweijde, in stadion De Kuil, van Schaerweijde. Na twee mindere jaren in de coronapandemie, promoveerde Schaerweijde in 2022 naar de hoofdklasse.